# Comuna Burjuc, Hunedoara
Burjuc (în maghiară: Burzsuk, în germană: Burzen) este o comună în județul Hunedoara, Transilvania, România, formată din satele Brădățel, Burjuc (reședința), Glodghilești, Petrești, Tătărăști și Tisa.

## Demografie
Componența etnică a comunei Burjuc
     Români (90,6%)
     Alte etnii (1,23%)
     Necunoscută (8,17%)
Componența confesională a comunei Burjuc
     Ortodocși (79,84%)
     Penticostali (8,99%)
     Adventiști (1,5%)
     Alte religii (1,23%)
     Necunoscută (8,45%)
Conform recensământului efectuat în 2021, populația comunei Burjuc se ridică la 734 de locuitori, în scădere față de recensământul anterior din 2011, când fuseseră înregistrați 873 de locuitori. Majoritatea locuitorilor sunt români (90,6%), iar pentru 8,17% nu se cunoaște apartenența etnică. Din punct de vedere confesional, majoritatea locuitorilor sunt ortodocși (79,84%), cu minorități de penticostali (8,99%) și adventiști (1,5%), iar pentru 8,45% nu se cunoaște apartenența confesională.

## Politică și administrație
Comuna Burjuc este administrată de un primar și un consiliu local compus din 9 consilieri. Primarul, Adrian-Ovidiu Bartha[*], de la Partidul Social Democrat, este în funcție din 2021. Începând cu alegerile locale din 2024, consiliul local are următoarea componență pe partide politice:
|  | Partid                    | Consilieri | Componența Consiliului | Componența Consiliului | Componența Consiliului | Componența Consiliului | Componența Consiliului |
|  | ------------------------- | ---------- | ---------------------- | ---------------------- | ---------------------- | ---------------------- | ---------------------- |
|  | Partidul Social Democrat  | 5          |                        |                        |                        |                        |                        |
|  | Alianța Dreapta Unită     | 2          |                        |                        |                        |                        |                        |
|  | Partidul Național Liberal | 2          |                        |                        |                        |                        |                        |

## Atracții turistice
- Biserica de lemn "Adormirea Maicii Domnului" din satul Brădățel, construcție secolul al XIX-lea, monument istoric
- Biserica de lemn "Sfinții Apostoli Petru și Pavel" din satul Glodghilești, construcție secolul al XVIII-lea
- Biserica de lemn "Sfinții Arhangheli Mihail și Gavriil" din satul Tătărăști, construcție secolul al XVIII-lea
- Biserica de lemn "Pogorârea Sfântului Duh" din satul Tisa, construcție secolul al XVIII-lea, monument istoric
- Defileul Mureșului (sit de importanță comunitară inclus în rețeaua europeană Natura 2000 în România)

## Personalități născute aici
- Sebastian Bornemisa (1890 - 1953), om de stat, primar al Clujului.

## Imagini

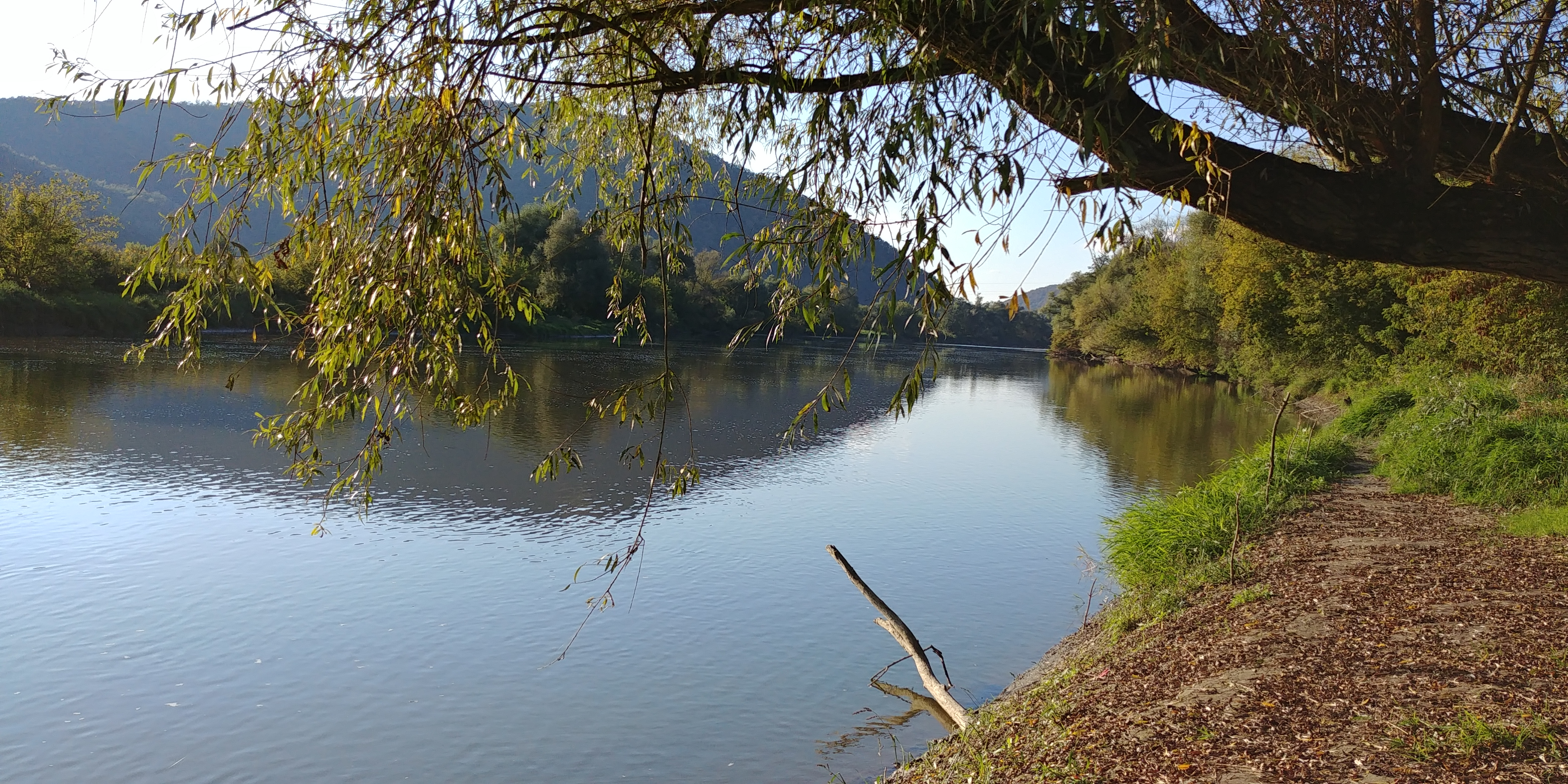
Burjuc
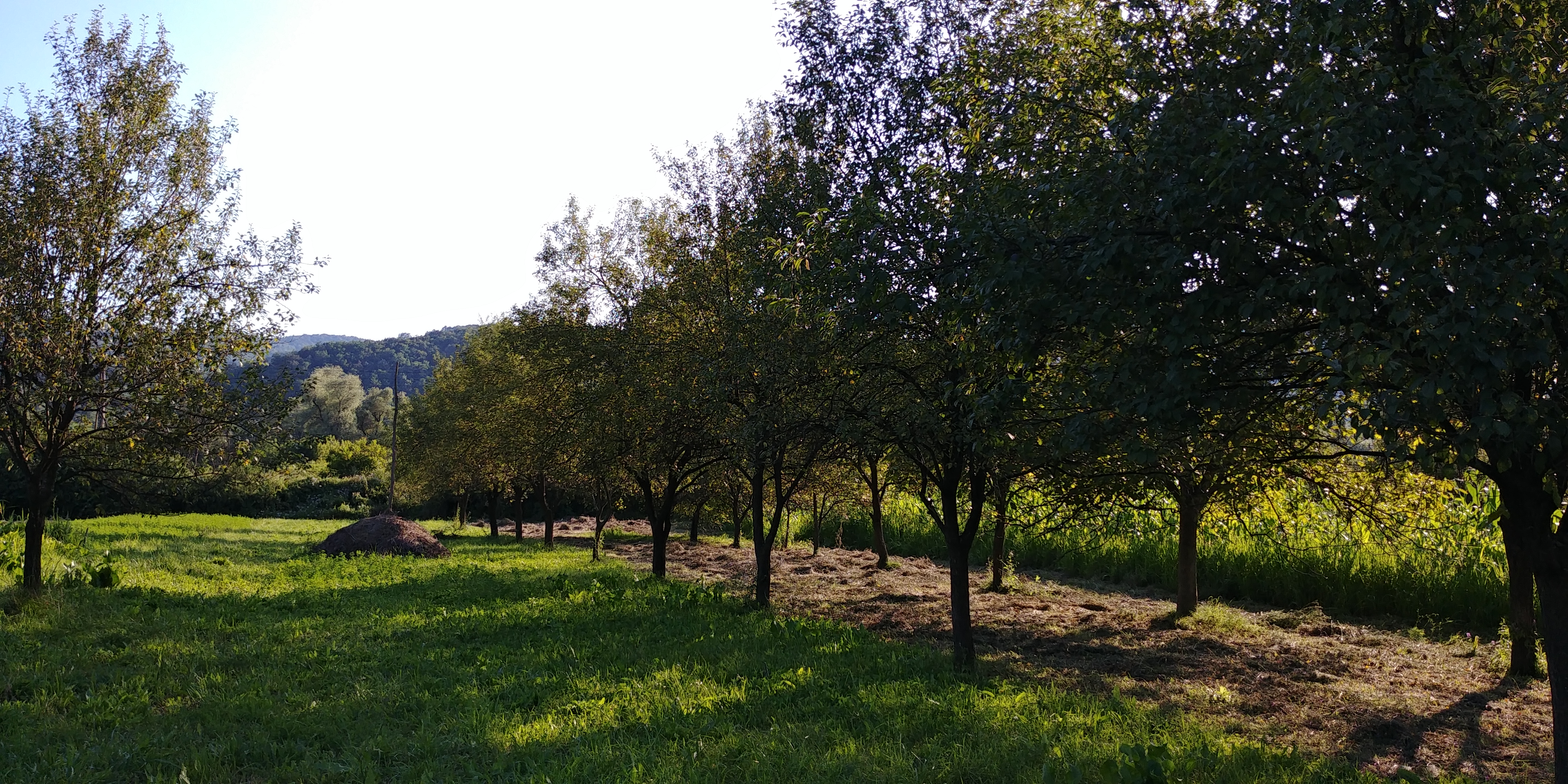
Burjuc
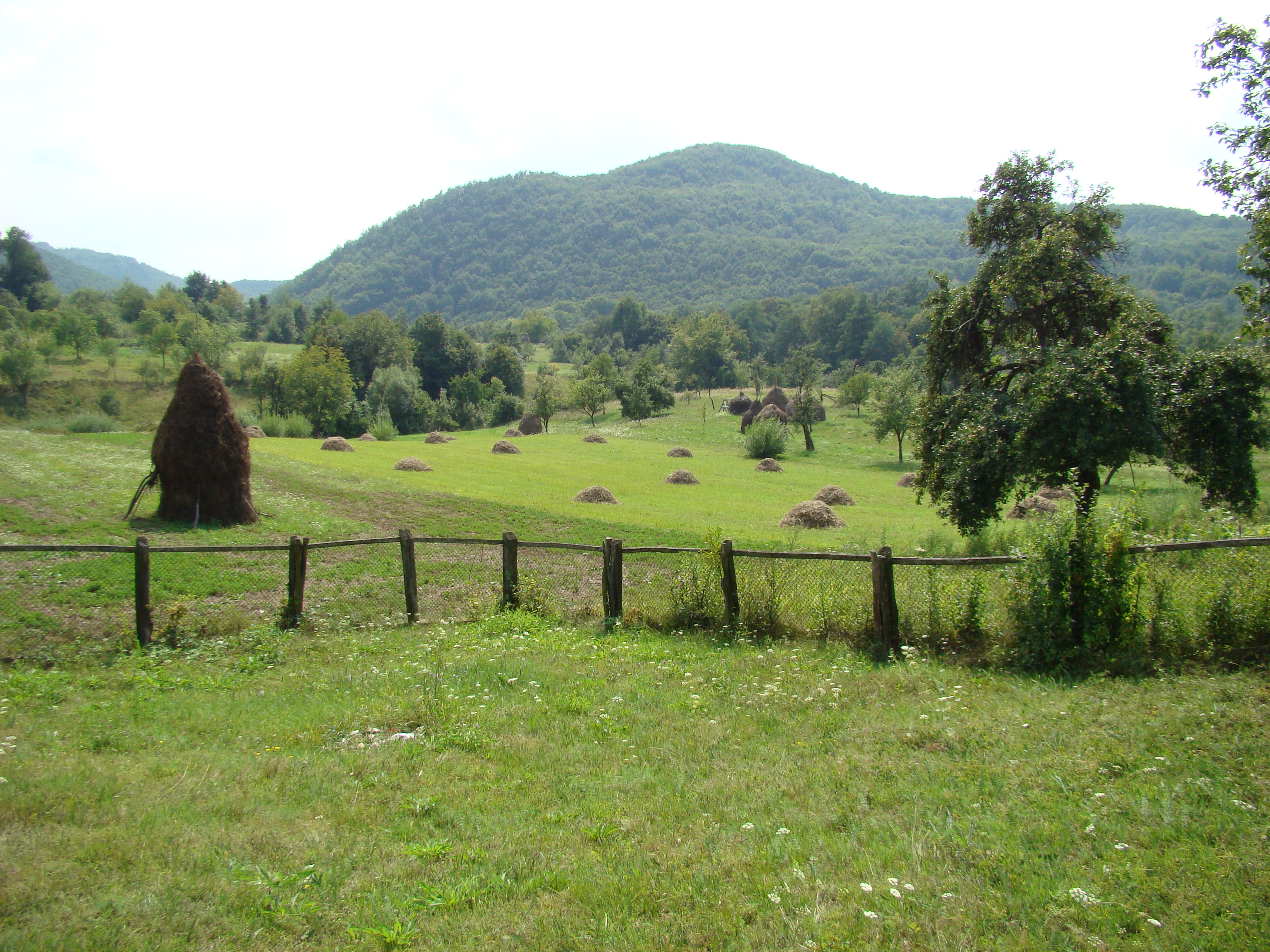
Brădățel
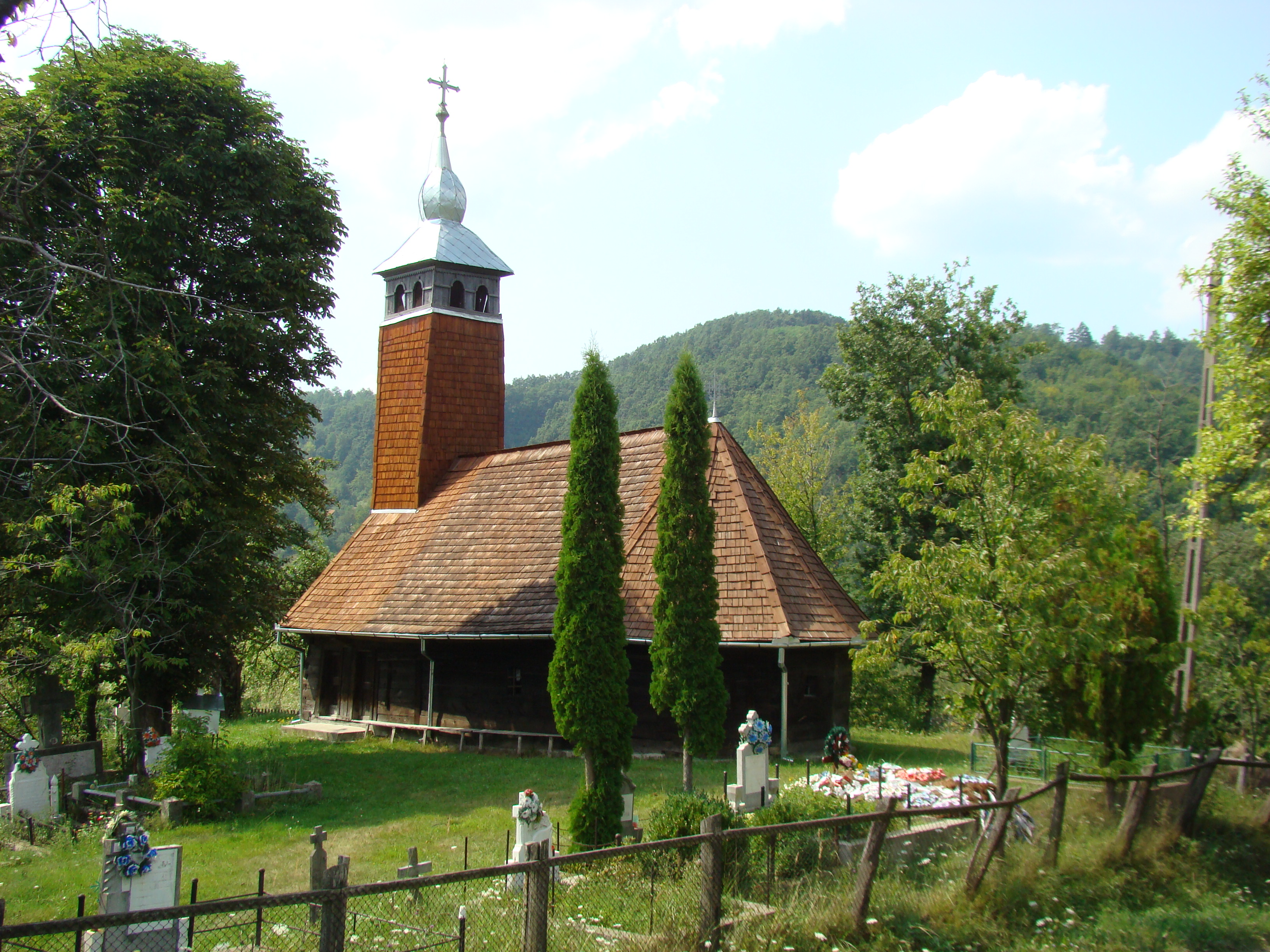
Biserica de lemn din Brădățel (monument istoric)
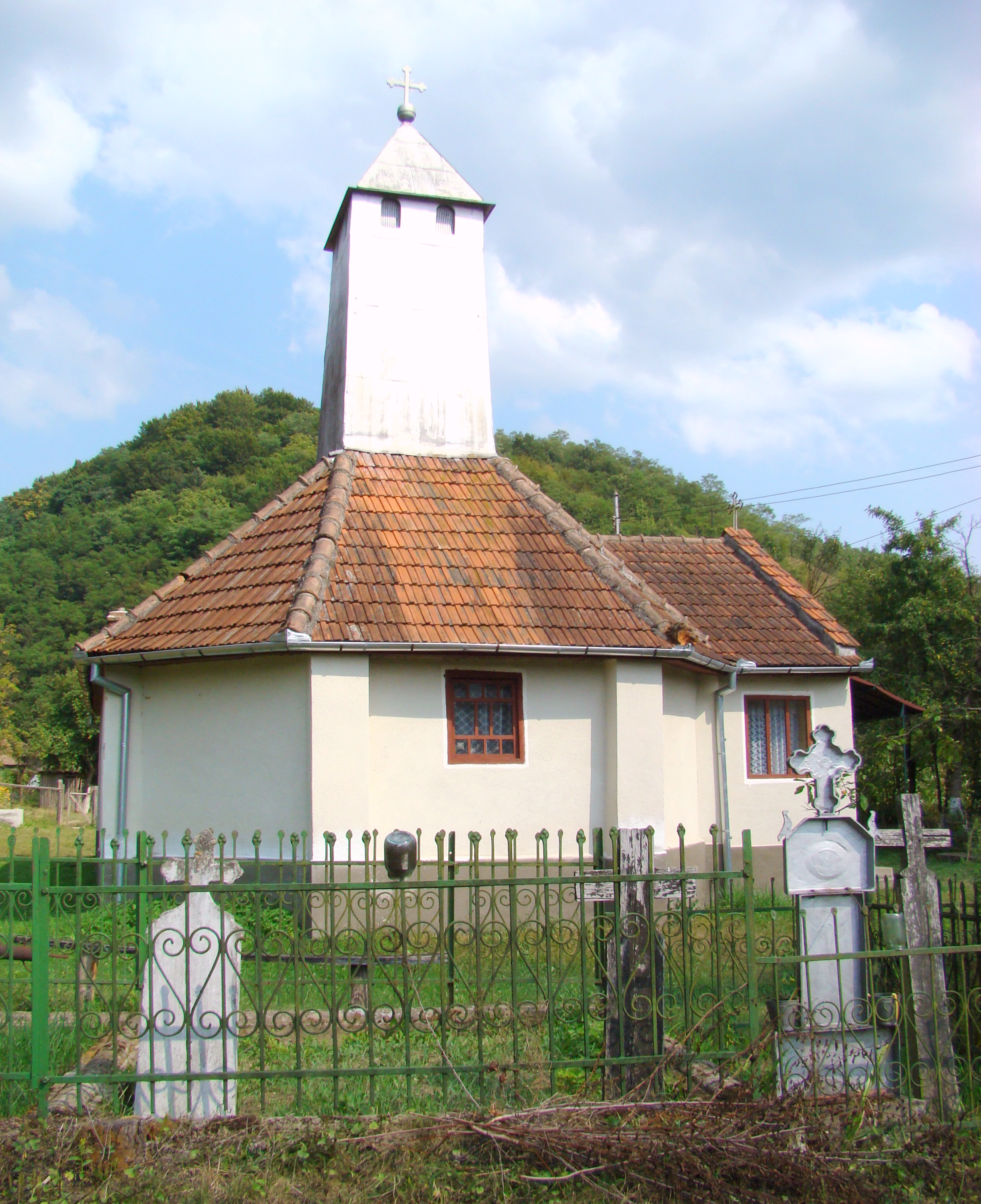
Biserica de lemn din Glodghilești
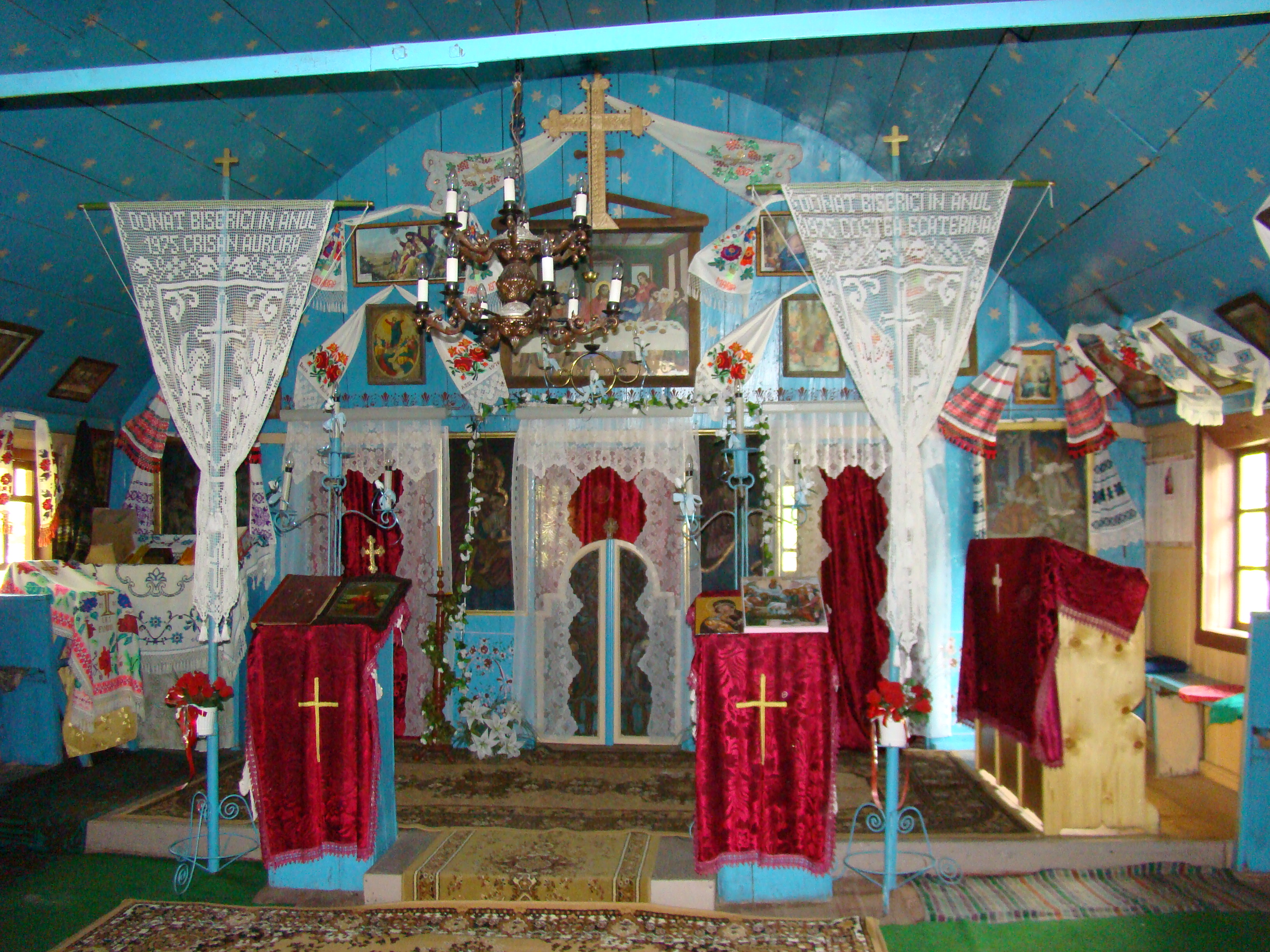
Biserica de lemn din Glodghilești (interiorul)
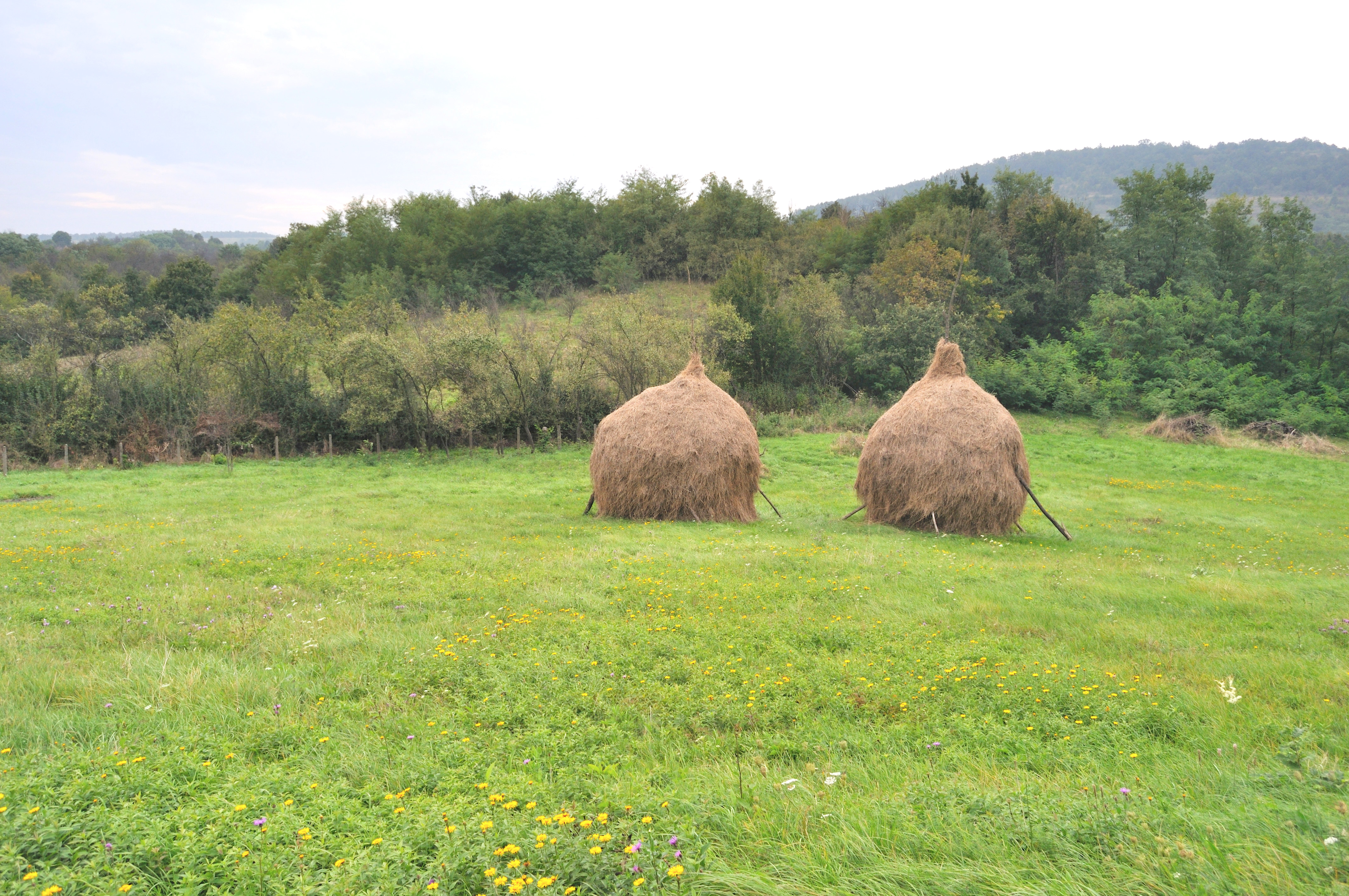
Tătărăști
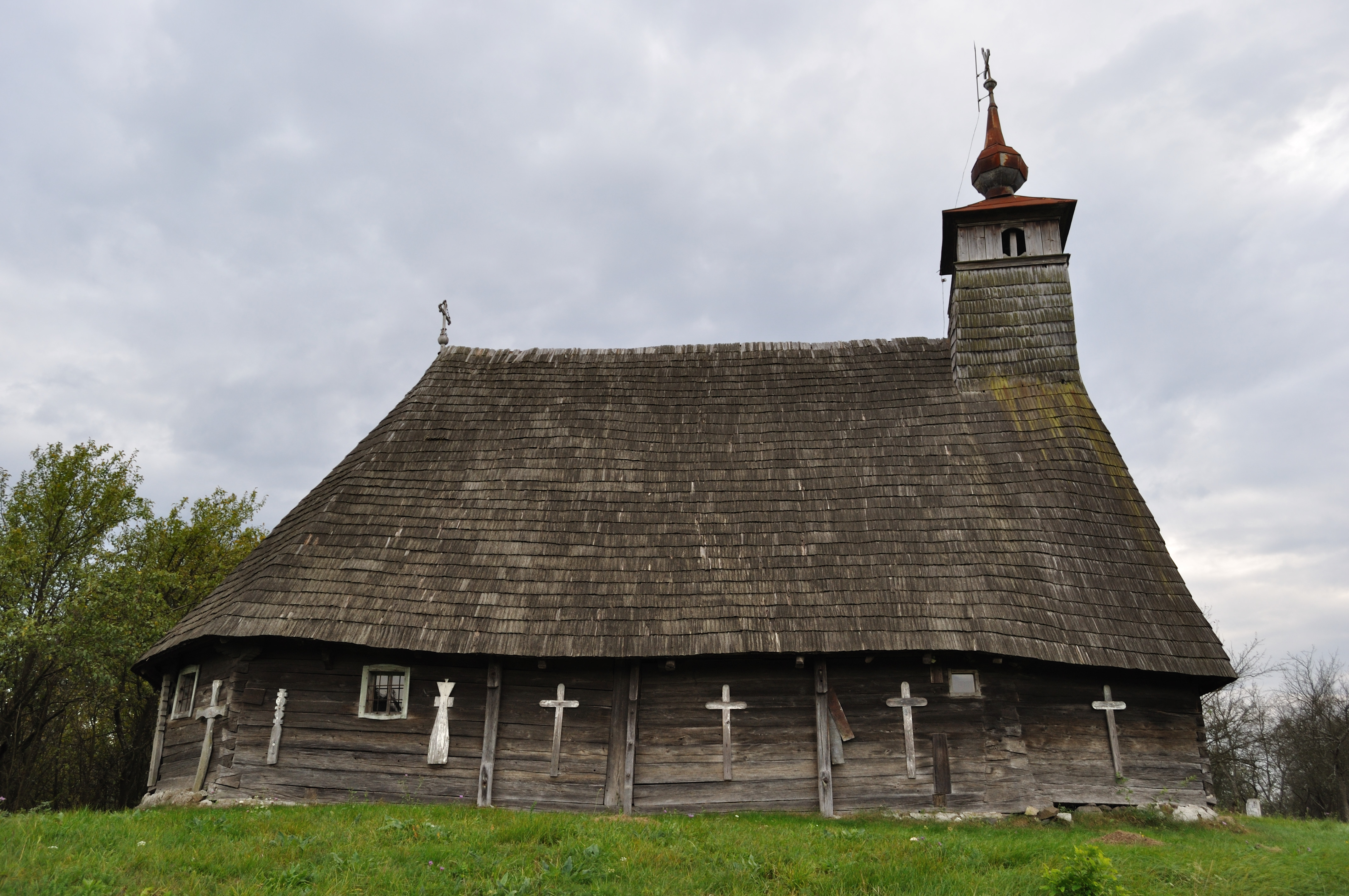
Biserica de lemn „Sfinții Arhangheli” din Tătărăști
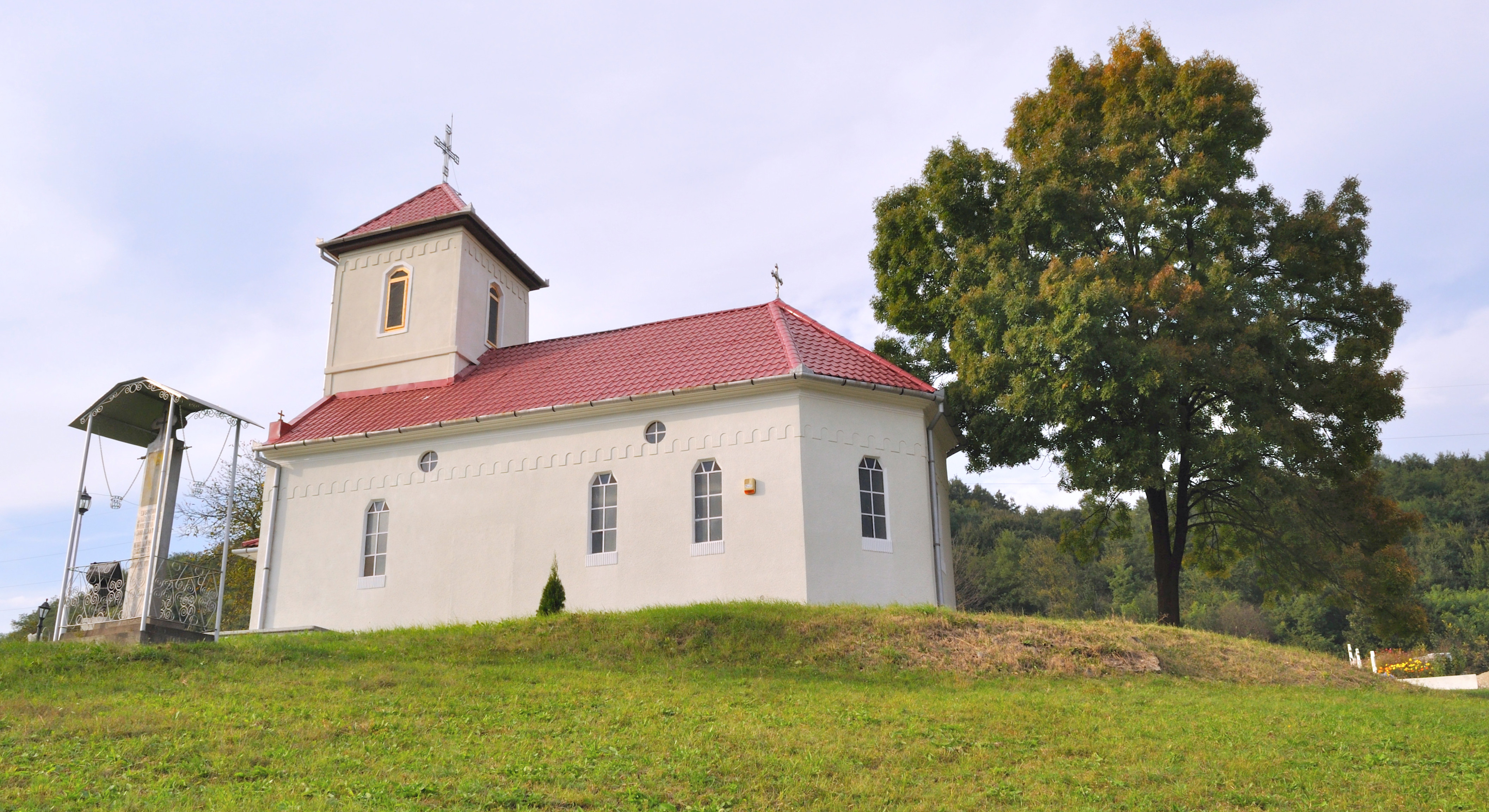
Biserica nouă din Tătărăști
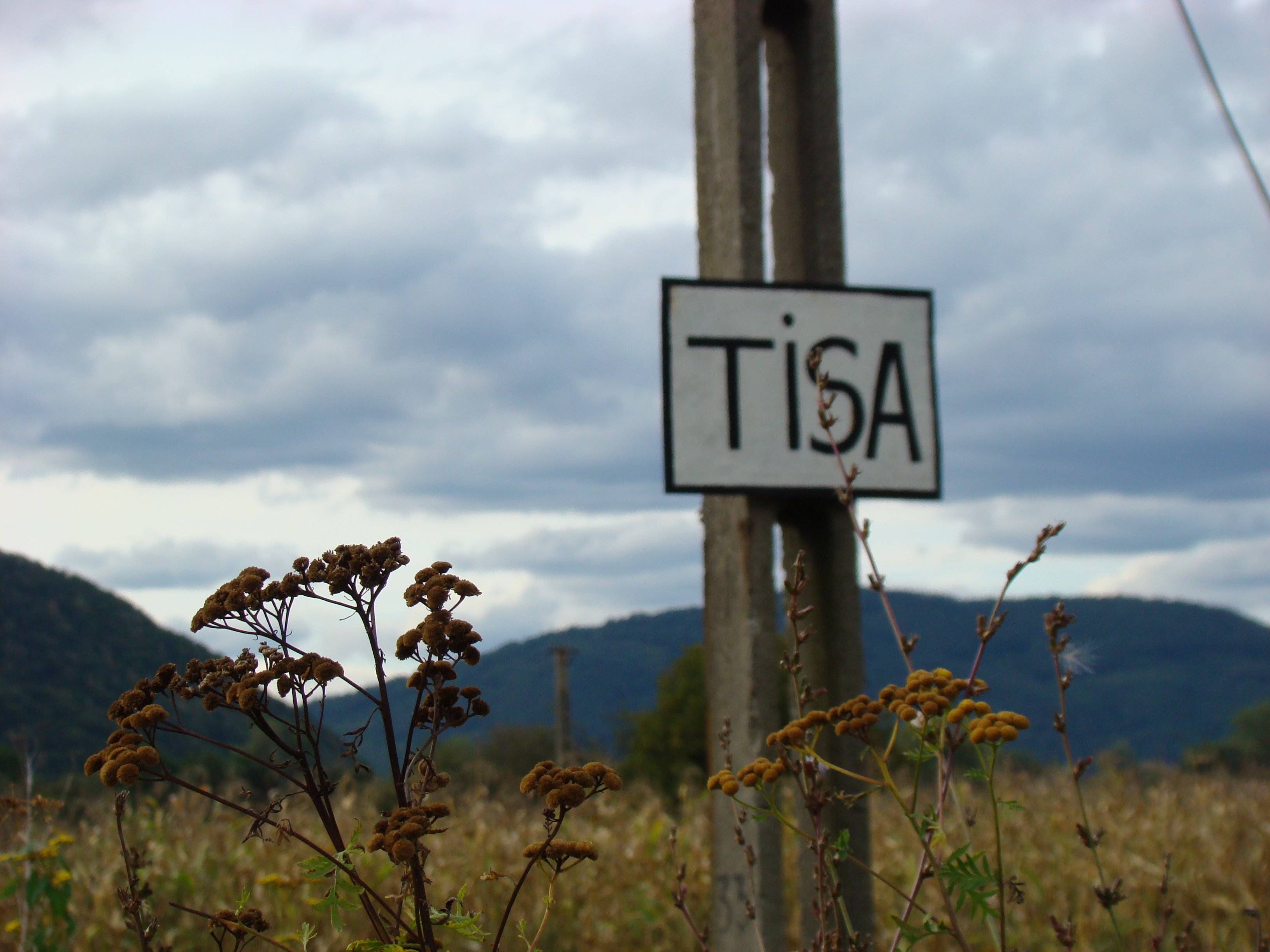
Intrarea în satul Tisa
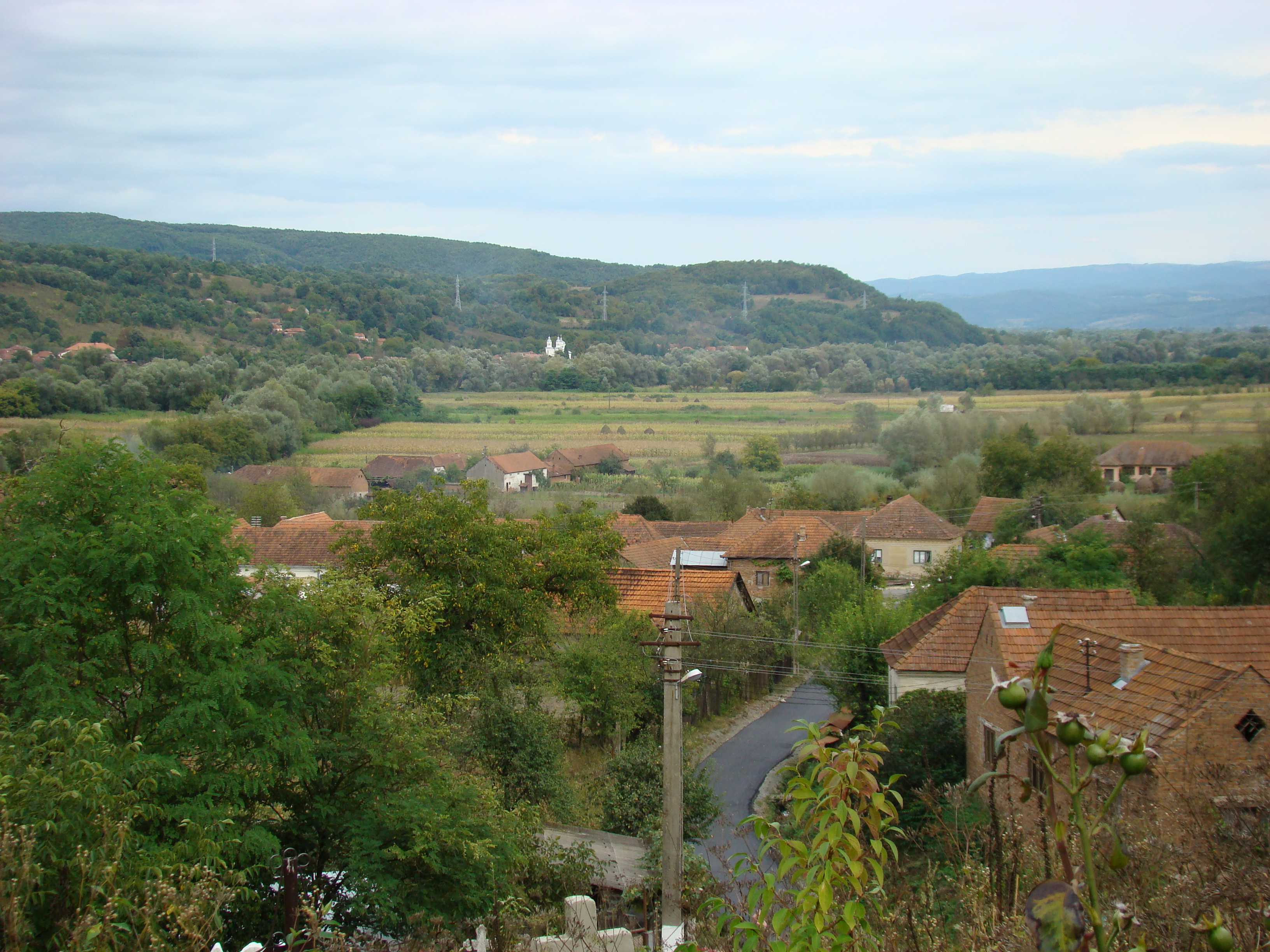
Satul Tisa
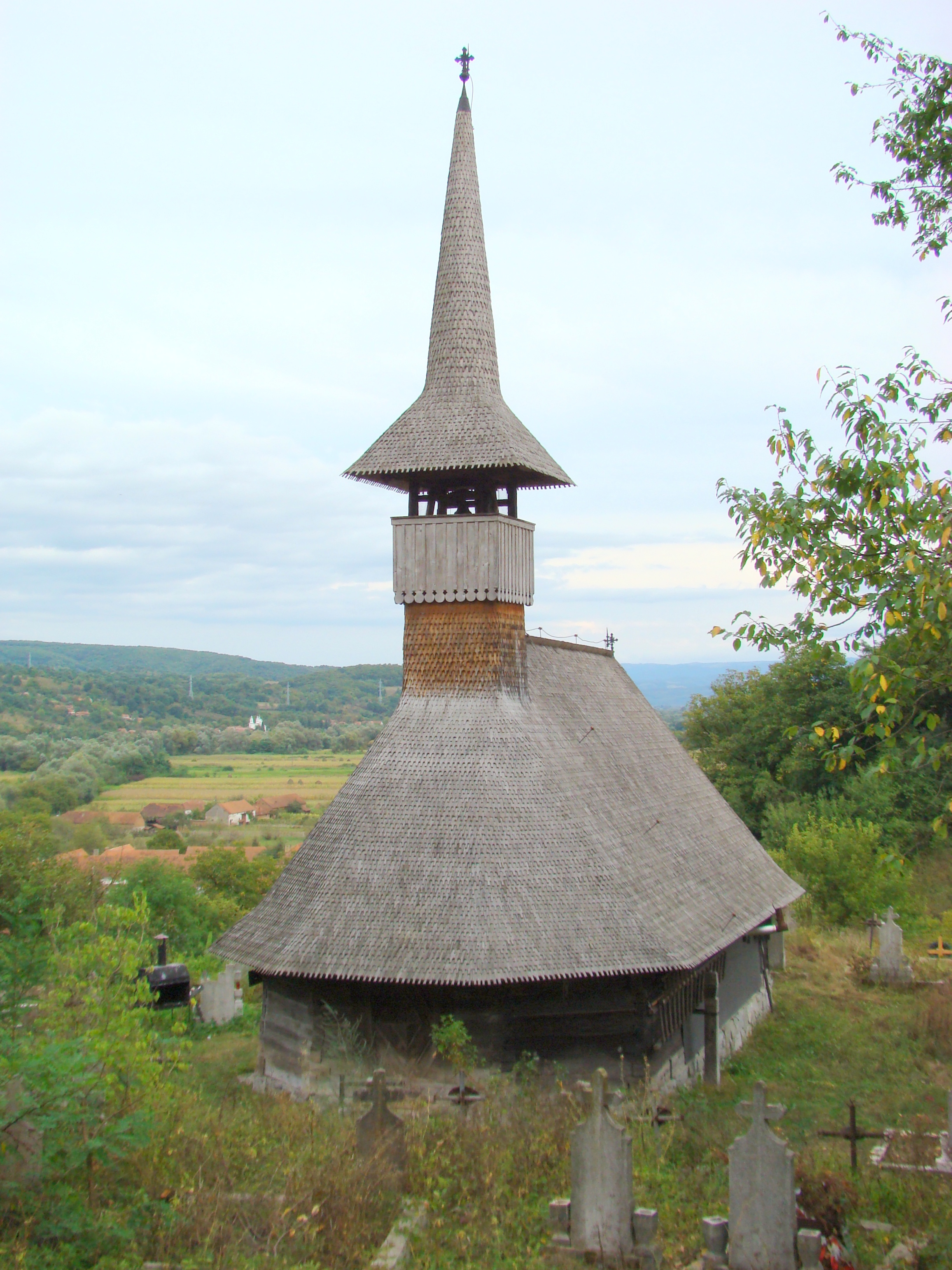
Biserica de lemn „Pogorârea Sf.Duh” din Tisa (monument istoric)